# Anastatus pulchripennis
Anastatus pulchripennis är en stekelart som först beskrevs av Girault 1911.  Anastatus pulchripennis ingår i släktet Anastatus och familjen hoppglanssteklar. Inga underarter finns listade i Catalogue of Life.